# Copa UNPO
La Copa UNPO fue un torneo de fútbol organizado por la Organización de Naciones y Pueblos No Representados en el que participaron selecciones conformadas por países, minorías y pueblos no afiliados a la FIFA.
La primera edición del torneo se jugó en 2005, siendo Molucas del Sur el campeón luego de vencer a Chechenia por 3-1. La segunda edición se llevó a cabo en 2017, resultando campeón la selección de Cameria tras ganarle a FC Umubano por 3-2. Ambas ediciones se jugaron en La Haya, ciudad de Países Bajos.

## Historia

### Copa UNPO 2005
Con motivo de la Séptima Asamblea General de la UNPO se celebró la primera edición de la Copa el 25 de junio de 2005. En dicha edición se disputó una semifinal en la que se emparejaron a Chechenia con Camerún Meridional y a Molucas del Sur con Papúa Occidental. Chechenia y Molucas del Sur pasaron a la final tras vencer a sus oponentes en penales, luego de empatar 2-2 y 1-1 respectivamente. Molucas del Sur se coronó con un resultado de 3-1.

### Copa UNPO 2017
Doce años después se jugó la segunda edición con ocho participantes. Cameria ganó dicha edición tras vencer por 3-2 al FC Umubano.

## Palmarés
| Año          | Sede    | Campeón         | Final Resultado | Subcampeón | Tercer lugar                          | Resultado                             | Cuarto lugar                          |
| ------------ | ------- | --------------- | --------------- | ---------- | ------------------------------------- | ------------------------------------- | ------------------------------------- |
| 2005 Detalle | La Haya | Molucas del Sur | 3:1             | Chechenia  | Camerún Meridional y Papúa Occidental | Camerún Meridional y Papúa Occidental | Camerún Meridional y Papúa Occidental |
| 2017 Detalle | La Haya | Cameria         | 3:2             | FC Umubano | Papúa Occidental                      | No Sé Sabe el Resultado               | Kurdistán                             |

## Títulos por equipo
| Equipo             | Campeón  | Subcampeón | Tercer lugar   | Cuarto lugar |
| ------------------ | -------- | ---------- | -------------- | ------------ |
| Molucas del Sur    | 1 (2005) |            |                |              |
| Cameria            | 1 (2017) |            |                |              |
| Chechenia          |          | 1 (2005)   |                |              |
| FC Umubano         |          | 1 (2017)   |                |              |
| Papúa Occidental   |          |            | 2 (2005, 2017) |              |
| Camerún Meridional |          |            | 1 (2005)       |              |